# أونغ مين
أونغ مين هو ضابط وسياسي ميانماري، ولد في 20 نوفمبر 1949 في ميانمار. نشط حزبياً في Union Solidarity and Development Party ‏. وقد انتخب Member of the House of Representatives of Burma ‏.